# Los siete enanitos (Disney)

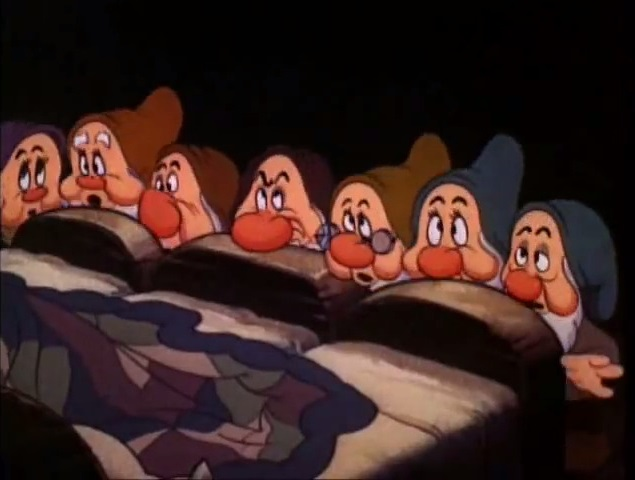
Los siete enanitos, de izquierda a derecha: Dopey, Happy, Sneezy, Grumpy, Doc, Bashful y Sleepy.

Los siete enanitos (o los siete enanos) son los deuteragonistas de la película animada de Disney de 1937 Snow White and the Seven Dwarfs. Acogen a Blancanieves y la ayudan cuando su madrastra quiere acabar con ella.

## Descripción

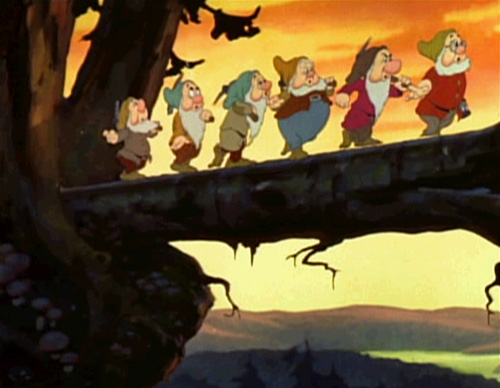
Los enanitos (a excepción de Dopey) regresando a casa en el número musical «Heigh-Ho».

Son siete enanitos que viven en una cabaña en el bosque, y trabajan en una mina de diamantes:
- Doc - (Sabio/Jefe): El líder de los enanitos y quien suele tomar la mayoría de las decisiones (aunque muchas veces estas son compartidas al unísono por lo demás y si no es Gruñón quien toma acción). A menudo tartamudea y mezcla las palabras confundiendo unas con otras cuando se pone nervioso al querer explicar algo. Lleva la barba blanca redondeada, tiene ojos marrones, cejas negras y es el único con gafas. Va vestido con un gorro ocre, una camisa naranja remangada sujeta con un cinturón negro con la hebilla dorada que sujeta sus pantalones marrones claros, y zapatos beige.
- Grumpy - (Gruñón): Su nombre indica que así es el personaje. Es bastante cabeza dura, pero también muestra tener un buen corazón cuando se emociona tras que Blancanieves se despidiera de él cuando se marcha a trabajar y es bastante valiente. También se podría decir que se ha enamorado (platónicamente o no) de Blancanieves. Lleva la barba blanca en pico, tiene ojos marrones, pobladas cejas negras fruncidas y la nariz más grande. Va vestido con un gorro marrón, a juego con sus pantalones marrones, una camisa roja con coderas azules ceñida por un cinturón negro con la hebilla en dorada, y zapatos beige.
- Happy - (Feliz/Bonachón): El más alegre de todos. Se la pasa todo el tiempo riendo y se toma la vida con gran entusiasmo. Es el enanito más divertido y juguetón, siempre tiene una gran sonrisa en la cara. Lleva la barba blanca redondeada, tiene ojos marrones y es el único con pobladas cejas blancas. Lleva un gorro amarillo, con una chaleco marrón con camisa color calabaza ceñida con un cinturón negro con la hebilla dorada colocado muy alto, sus pantalones azules claros, sus zapatos son beige.
- Sleepy - (Dormilón): Probablemente el más destacable de todos. Su mayor distintivo es el que lo caracteriza, se pasa todo el tiempo dormido y no hace mucho. Lleva la barba blanca larga y en pico, tiene ojos marrones y cejas negras. Va vestido un gorro turquesa, con una camisa amarilla con coderas naranjas ceñida con un cinturón negro con la hebilla dorada, pantalones granates y unos zapatos beige.
- Bashful - (Tímido/Romántico): El más tímido de los enanitos. Es por esto que apenas le gusta hablar y destaca del resto por lo colorado que se pone todo el tiempo haciendo que se le tome afecto. Lleva la barba blanca en pico, tiene ojos marrones y cejas negras. Va vestido con un gorro turquesa, con una camisa ocre con coderas marrones ceñida por un cinturón negro con la hebilla en dorado, sus pantalones naranjas y sus zapatos son beige.
- Sneezy - (Mocoso/Estornudo/Alérgico): Como su nombre lo indica se la pasa estornudando todo el tiempo. Con cada estornudo logra crear un desastre. Por este motivo los demás están pendientes de parar sus estornudos a la primera oportunidad. Lleva la barba blanca redondeada, tiene ojos marrones y cejas negras. Va vestido con un gorro color amarillo, con una camisa color marrón ceñida con un cinturón negro con la hebilla en dorado, sus pantalones son granates y los zapatos beige.
- Dopey - (Mudito/Tontín): Mudo y tierno. El más joven de los enanitos. El segundo de importancia para el público y quien de todos es el personaje de referencia infantil. Es el único del grupo que no tiene barba y además no habla, es calvo con cejas negras y es el único que tiene ojos azules, además de orejas prominentes. Va vestido con un gorro morado, y una camisa verde larga que le llega a los pies, ceñida por un cinturón negro con la hebilla en dorado, sus pantalones apenas visibles son azules y sus zapatos beige.

## Apariciones

### Snow White and the Seven Dwarfs

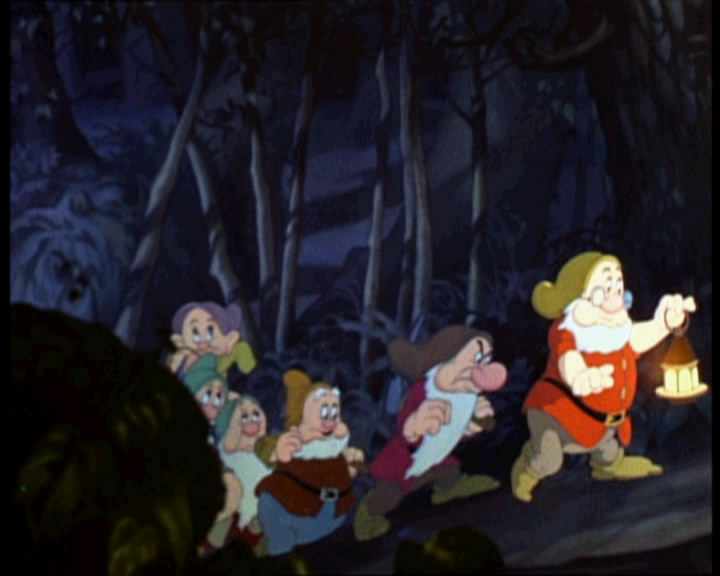
Los enanitos regresando a casa por la noche.

Los siete enanitos aparecen por primera vez trabajando en la mina de diamantes mientras cantan "Heigh-Ho". Después de trabajar, vuelven a su casa, donde ven luz encendida. Ante la posibilidad de que haya un intruso, se separan para inspeccionar. Finalmente, en el piso de arriba encuentran a la princesa Blancanieves, la cual les explica que se está escondiendo de su madrastra, la Reina, quien quiere matarla. Sabiendo lo malvada que es la Reina, ellos deciden acogerla para que su madrastra no la encuentre.
Después, cuando Blancanieves ha cocinado sopa, los enanitos se preparan para comer, pero Blancanieves les exige que se laven las manos antes de comer. Los siete salen fuera a lavarse, a excepción de Grumpy, quien se niega, por lo que los demás le obligan a een el agua.
Posteriormente, los enanitos y Blancanieves celebran una fiesta en casa, tocando música y bailando con la princesa. Tras ello, Blancanieves les cuenta cómo se enamoró del Príncipe tras conocerle. Después, cuando ven que ya es tarde, dejan a Blancanieves su habitación para que duerma cómodamente, mientras ellos duermen en diferentes rincones de la casa.
Mientras Blancanieves se queda en casa, ellos van a trabajar a la mina. Pero rato después, mientras están trabajando aparecen los animales del bosque para avisarles de que la Reina ha encontrado a Blancanieves, y aunque al principio piensan que los animales se han vuelto locos, finalmente comprenden que quieren advertirles de que Blancanieves corre peligro, por lo que cabalgando sobre varios ciervos, corren junto al resto de animales de vuelta a casa.
Una vez que llegan, encuentran a la Reina transformada en una vieja bruja, la cual huye al verlos, por lo que empiezan a perseguirla durante una tormenta. Cuando llegan a lo alto de una colina, la Reina trata de empujar una roca colina abajo para aplastarles y acabar con ellos, pero ella es alcanzada por un rayo, y cae por un precipicio.
De vuelta a casa, los enanitos lloran por la pérdida de Blancanieves, y creyendo que ella había muerto al haberse comido la manzana envenenada, la cual realmente le había provocado un sueño eterno, construyeron una urna de cristal para colocarla dentro, y la llevaron a lo alto de las montañas del bosque, donde la visitaban todos los días para velarla llevándole flores del bosque. Cuando el Príncipe encontró a Blancanieves, le dio un beso en los labios para despedirse de ella, lo cual logró romper el hechizo haciendo que ella se despertara. Los enanitos comienzan a saltar y bailar de alegría, y se despiden de Blancanieves cuando se marcha con el Príncipe a vivir a su castillo.

### Videojuegos
En la serie de videojuegos Kingdom Hearts, los enanitos aparecen en Kingdom Hearts Birth by Sleep, cumpliendo un papel similar al de la película. En el juego, Ventus les sigue hasta su mina de diamantes, donde ellos se esconden de él al pensar que es un ladrón de diamantes. Vuelven a aparecer en Kingdom Hearts χ, como imágenes de lo que serían eventos futuros (los acontecimientos en Birth by Sleep).
Los siete enanitos aparecen como personajes jugables en el videojuego Disney Magic Kingdoms.

### Otras apariciones
Los siete enanitos aparecen a modo de cameo en la película ¿Quién engañó a Roger Rabbit? (1988), caminando por la calle de Toon Town cuando Eddie llega a la ciudad.
Los siete enanitos suelen aparecer en la serie de televisión House of Mouse (2001-2003) como invitados en el club titular. Un chiste recurrente en la serie es que cuando los personajes están amontonados por alguna razón, a Grumpy le toca estar siempre debajo de todos, gruñendo por ello. También aparecen en las películas de la serie, Mickey's Magical Christmas (2001) y Mickey's House of Villains (2002).
Las siluetas de los siete enanitos aparecen al final de la película El rey león 3: Hakuna Matata (2004), apareciendo junto a otros personajes animados de Disney en la sala de cine para ver de nuevo la película desde el principio.
En la franquicia de Descendants, Dopey tiene un hijo llamado Doug, el cual aparece en las tres primeras películas y varios medios de la franquicia, e irónicamente, se enamora de Evie, la hija de la Reina Malvada. Los siete enanitos aparecen en el libro La Isla de los Perdidos, como parte de la asociación de compañeros, siendo posteriormente Grumpy elegido para ser portavoz para negociar con el príncipe Ben.
Los siete enanitos aparecen a modo cameo en el cortometraje Once Upon a Studio (2023), siendo parte de los personajes de Walt Disney Animation Studios que se reúnen para hacerse una foto de grupo.

## Otras versiones
- En la serie de televisión Érase una vez, los siete enanitos que aparecen tienen los mismos nombres que en la versión de Disney. En el caso de Grumpy, siendo originalmente llamado Dreamy (Soñador), hasta que tuvo un cambio de personalidad tras que se le rompiera el corazón.[18] El grupo también incluía inicialmente a un octavo enanito llamado Stealthy (Sigiloso).[19] Grumpy también aparece brevemente en el primer episodio de la serie derivada Érase una vez en el País de las Maravillas.[20]
- En la serie de animación Los 7E, los protagonistas están principalmente basados en los siete enanitos de Snow White and the Seven Dwarfs, conservando los mismos nombres y rasgos de la personalidad.[21]
- Nuevas versiones de los personajes aparecen en la película Snow White de 2025, siendo una adaptación en imagen real de la película animada de 1937, con ellos siete siendo personajes generados por CGI, con apariencias similares a la versión animada.[22] En esta versión, en vez de ser referidos como "enanos", los personajes son conocidos bajo el término de "criaturas mágicas".[23]